# Sissi (Rebsorte)
Sissi ist eine weiße Rebsorte. Synonyme der Sorte sind Sisi oder Würzburg B 48-13-56. Es handelt sich um eine Neuzüchtung aus Grüner Silvaner und Siegerrebe. Die Kreuzung erfolgte 1948 durch Hans Breider von der Bayerische Landesanstalt für Weinbau und Gartenbau in Veitshöchheim.
Sissi hat sich nie bis zur Marktreife durchgesetzt und befand sich lediglich im Versuchsanbau. Sie wurde 2009 wieder zurückgezogen.